# デジタル写真

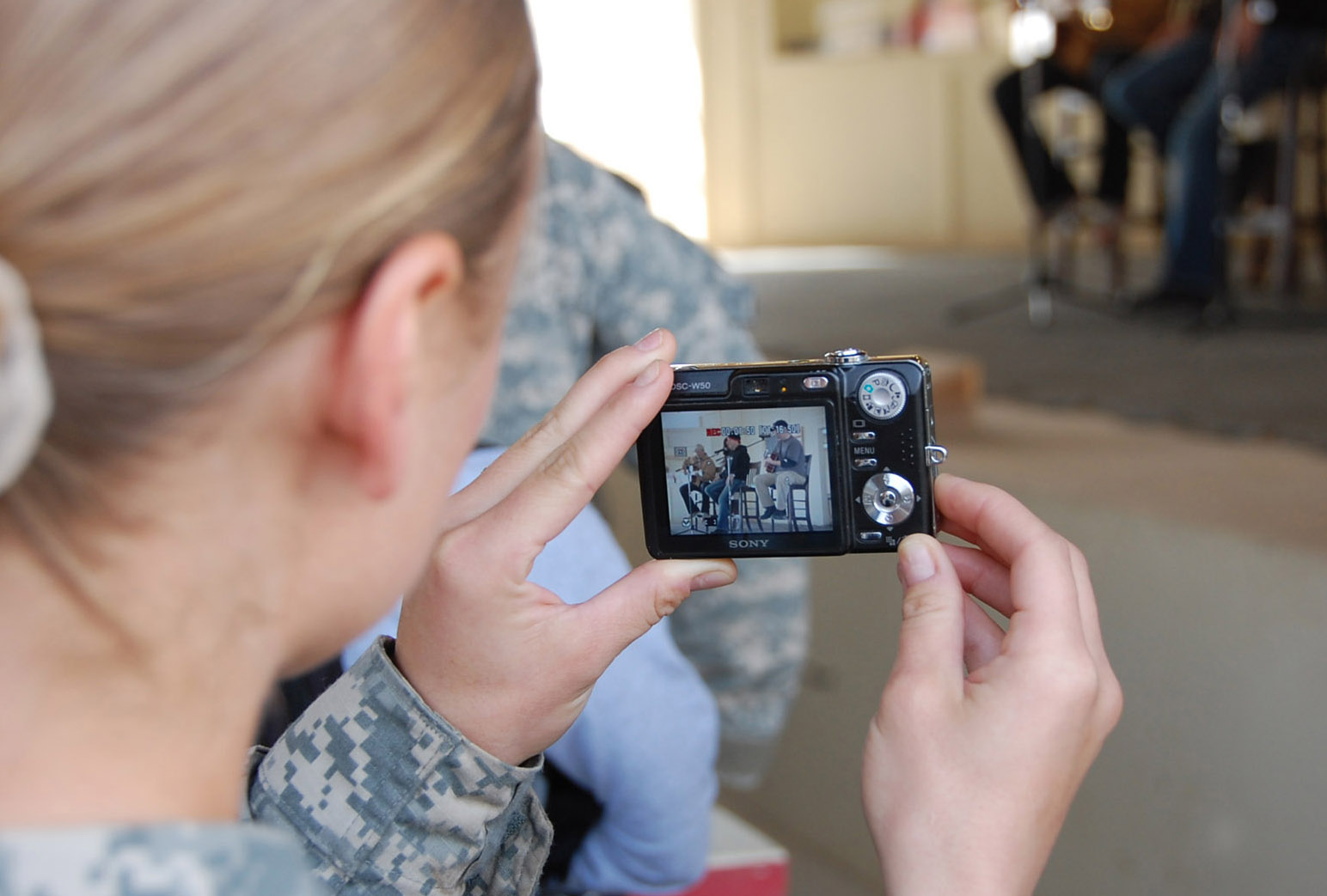
対象を確認しながらの撮影

デジタル写真（デジタルしゃしん）は、デジタルカメラによる写真である。

## デジタルカメラ

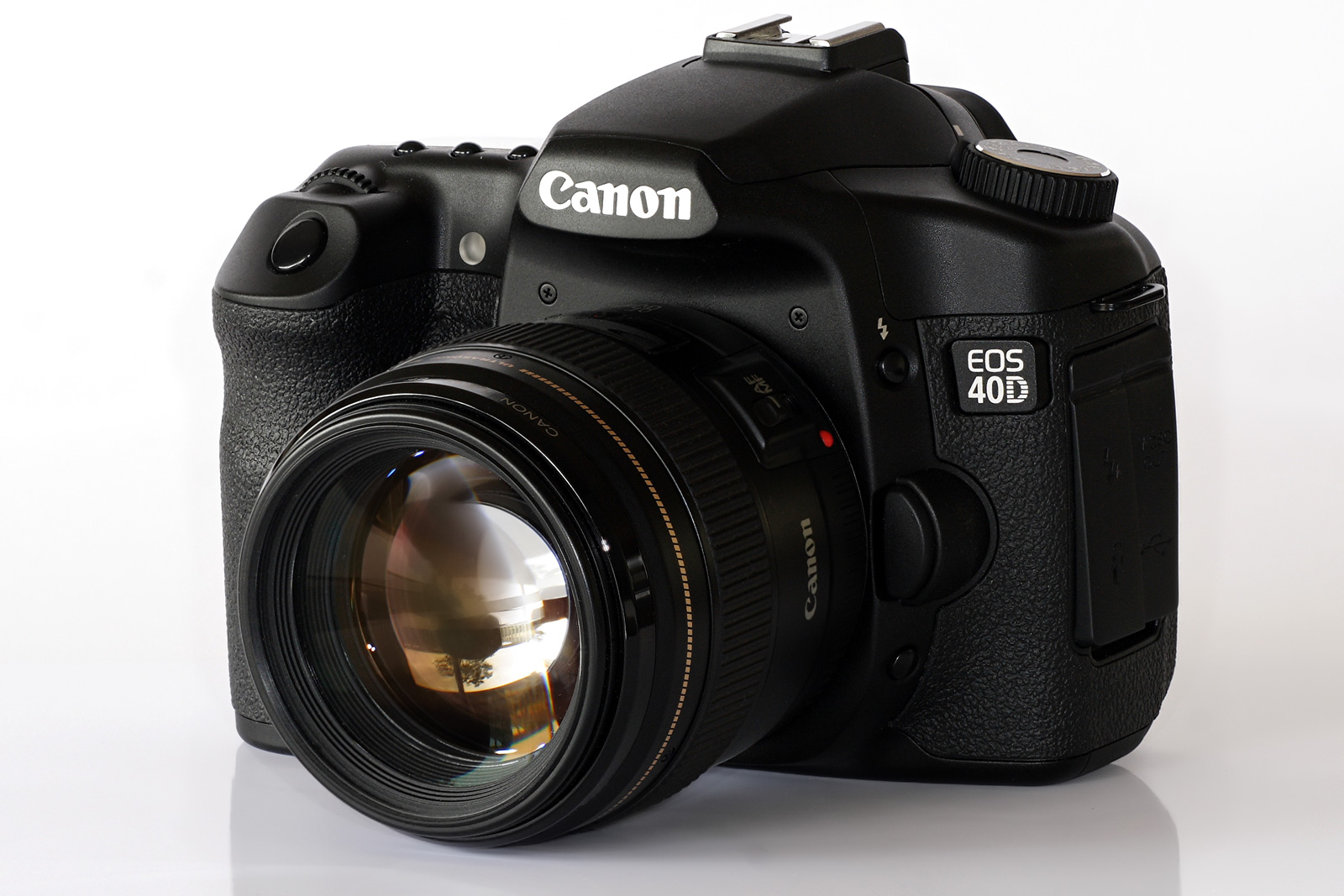
Canon EOS 40D

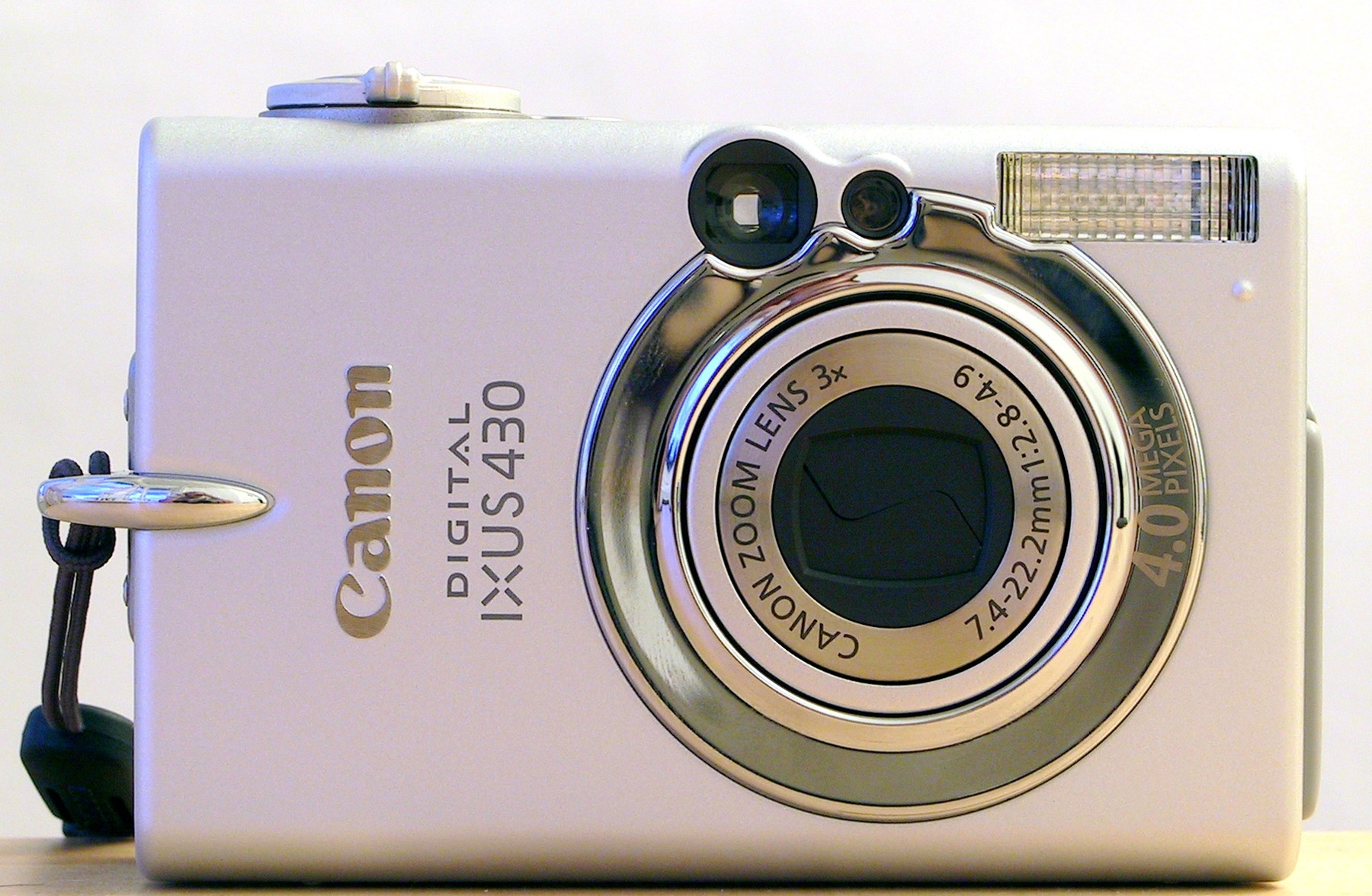
Canon IXUS 430

### センサとメモリ
- CCDイメージセンサ - 電荷が電荷-電圧変換器で変換される。
- CMOSイメージセンサ - 電荷が電荷-電圧変換器で変換される。

現在ではほとんど全てのデジタルカメラがフラッシュメモリを採用している。

### センサの大きさと画角
35mm判（24mm×36mm）よりも小さいセンサ領域のデジタルカメラでは、レンズの焦点距離が同じなら、35mm判（24mm×36mm）のセンサ領域のデジタルカメラと比べ、画角が小さくなる。画角は焦点距離とセンサやフィルム部のサイズで決定される。
35mm判（24mm×36mm）よりも小さいセンサ（例えばAPS-Cサイズのセンサ）を用いたデジタルカメラに、35mm判サイズのセンサを持つデジタル一眼レフカメラと同じレンズを使ったとすると、画角が35mm判の場合よりも狭くなり、より望遠のレンズを使っているかのように見える。
CCDイメージセンサ（あるいはCMOSイメージセンサ）の感光部の画素密度が35mm判と同程度と仮定すれば、35mm判で撮影した写真の中央部分を拡大したものと小さなセンサを持つカメラによるデジタル写真が、だいたい等価であることになる。APS-Cサイズのセンサではこの比率が面積にして約50%である。安価なデジタルカメラはより小型のセンサを使っており、この比率も小さくなる。このため、35mm判カメラを使った場合にどれだけの焦点距離のレンズを使ったのと同等の画角が得られるかを示すために、カタログなどでは35mm判換算焦点距離という概念が使われる。
画素密度が変われば、得られる情報量もそれに対応して変わる。解像度は単位領域当たりの画素数に関連するが、実際には1画素は1色を記録するだけだったり、フィルム側もタイプによって実質的な解像度が異なるなど、比較は単純ではない。また、画素密度の高い大きなセンサは高価であり、大きなセンサは大きなレンズを必要とし、小画面で画素密度の高いセンサはノイズレベルが高くなるという問題もある。
小さなデジタルカメラでも、画素密度の高いセンサー（および性能のよいレンズ）を用いれば高解像度の画像を生み出せる。通常そのようなカメラには、35mm判のカメラであれば広角レンズとされる焦点距離のレンズが装着されている。例えば、 1/1.8" センサの画角は35mm判カメラの 5分の1であり、焦点距離5–50mm のズームレンズで撮影される画像は 35mm判カメラで 25–250mm レンズで撮影されたものとほぼ同等の画角となる。そして、センサが小さいとイメージサークルも小さくてすむのでレンズも小さくなる。このため、望遠撮影が必要な場合、同等の画角ではフィルム式カメラよりもデジタルカメラの方がレンズが小さくて済むという利点が生まれる。広角撮影ではデジタルカメラではより短い焦点距離のレンズを用いることになる。また、魚眼レンズを使って、後処理で補正するなどの手法も用いることができる。

### 多機能性と接続性
ハイエンドのカメラや低価格なを除けば、何らかのデジタルメモリが画像の記録に使われ、後でそれをコンピュータに転送する。
デジタルカメラは写真を撮るだけでなく、サウンドやビデオも記録できる場合がある。Webカメラとして使用できるものもあるし、PictBridge規格でプリンタに直接接続できるものもあり、テレビに接続して写真を映し出すことができるものもある。同様にカムコーダも静止画を撮影でき、それをビデオテープかフラッシュメモリに格納する。
デジタルカメラはコンピュータと直接接続できるのがほとんどで、写真をコンピュータに転送したり、Webカメラとして使用したりできる。接続には USB や FireWire などが使われる。
カメラによってはムービーを記録できるものもあるが、容量が限られている。最近のカメラでは640×480の解像度で30フレーム毎秒で映画並みの記録が可能なものもある。コンピュータに直接接続してムービーをコンピュータのハードディスクやDVDに記録できるものもある。

### 性能指標
デジタル画像の画質（品質）はフィルム式カメラと同様様々な要因で決定される。画素数は主な要因のひとつでしかないが、マーケティング上強調されることが多い。しかし、デジタルカメラの画質を決定づける要因は他にもある。生データをバランス調整するカメラ内部の処理機構が最も重要であり、場合によっては比較的低画素のカメラが高画素のカメラよりも画質が良いこともある。以下にフィルム式カメラとの類似性のある要因を挙げる:
- レンズ: 分解能、歪み、分散（レンズ参照）
- 撮像機構: CMOS、CCD、ネガフィルム、リバーサルフィルムなど
- 記録フォーマット: 画素数、ファイル形式（RAW画像、TIFF、JPEG）、フィルム形式（135 film、120 film、5x4、10x8）。
- 処理: デジタル処理とフィルムの化学処理

また、受光センサーの1画素あたりの受光面積が同一フォーマットでは画素数を増やすと小さくなり、情報量が低下するため、同一設計で比較すると画像信号に電気的なノイズや歪みが多くなる、ダイナミックレンジが縮小するなどの問題もあり、高画素化と総合的な画質の両立は難しい面もある。

## 問題点
デジタルカメラの感光部は画素の集合体であるため、非常に細かいパターンを撮影したときにモアレと呼ばれる現象が発生する。例えば、織物、幾何学模様、コンピュータやテレビのディスプレイなどの撮影で発生する。
「ハイライト焼きつき」もある。被写体のコントラストによっては、最も明るい部分が真っ白になってしまう、あるいは最も暗い部分が真っ黒になってしまう現象である。カメラのセンサが扱えるコントラストの範囲を超えている場合に発生する。カメラによってはこれが発生したことを撮影者に知らせるものもあり、その場合、露出を変えて再度撮影できる。別の方式として暗い部分だけ選択的に長く露光して全体のコントラストを調整するカメラもある。

## フィルムとの比較
画質が向上するにつれ、他のデジタル写真の利点もあいまって、プロの報道写真家はデジタルカメラに早々と移行した。特に報道では現像が不要、配送（送信）が早いというスピーディさが支持を受けた。
デジタル写真は一般撮影者にも受け入れられ、ウェブサイトや写メ、SNSなど、インターネットで気軽に写真を公開する文化が広まった。
天文学では、一般よりも早くからデジタル写真が使われ、1980年代初めにはフィルム写真はほとんど使われなくなった。撮像素子の感度の良さだけでなく、特性が一定である点、コンピュータに取り込んでの解析しやすさが理由である。天文学で使われる撮像素子は一般に使われているものと似ているが、白黒が普通であり、液体窒素で冷却して熱によるノイズを低減させている。天文機器では多数の撮像素子を並べて場合によっては億単位以上の画素数を実現している。天体観測を趣味とする人々もデジタルカメラを使うのが一般化しており、Webカメラを利用したいわゆる「ビデオ天文学/video astronomy」もある。
商業写真家や芸術的写真を趣味とする撮影者、カメラ愛好家の中には、フィルムの色合いなどからデジタルカメラよりもフィルム式を好む者もいる。2010年代には旧型カメラチェキが若者の間で流行した。

## 市場への影響
2002年後半、アメリカでは200万画素のカメラが100ドル以下、百万画素のカメラが60ドル以下で売られていた。同時期にDPE店でフィルムと同様の印画紙に焼き付けるサービスが広まっており、プリントの値段はフィルムの場合と同程度である。デジタルカメラとフィルムではアスペクト比（縦横の比率）が異なるため、同じ印画紙に焼き付けると一部がはみ出す。DPE店によってはデジタルカメラのアスペクト比に合わせた印画紙を用意している。
2003年6月、Ritz Dakota Digital 社は使い切りデジタルカメラをリリースした。120万画素（1280×960）CMOSセンサを使ったデジタルカメラで、価格は11ドルである。レンズ付きフィルムのビジネスモデルを踏襲し、同社はこのカメラを使い切りで使用することを想定して販売した。25枚を撮影したら店にもって行き、プリントとCD-ROMを受け取る。カメラは再生されて販売される。この手法を真似た企業がいくつかこの市場に参入している。各社のカメラの仕様はほぼ似たようなものだが、一部には高解像度や液晶ディスプレイ付きで差別化を図っているものもある。販売時の価格にはDPE料金は含まれない。この種のデジタルカメラは価格競争に対応するため原価を極限まで抑える必要があり、結果として製品寿命が短く、故障の苦情も多い。中には動作保証期間を90日に限定しているものもある。
35mmコンパクトカメラの価格は中国などへのアウトソーシングによって極限まで低下している。コダック社は2004年1月、フィルム式カメラを先進国で今後販売しない方針を表明した。2006年1月、ニコンも同様の方針を打ち出したが、F6 と FM10 の二機種だけは現在も販売し続けている。同じころコニカミノルタもレンズ付きフィルム以外のカメラ事業からの撤退を表明した。デジタル写真への転換は市場でも進んでいるが、開発途上国ではフィルム式が優勢である。フィルム式カメラの衰退はフィルム自体の衰退につながる。2004年11月、アグフア・ゲバルトのフィルム部門はアグフアフォト社として分離されたが、6か月後に倒産した。コニカミノルタは2007年3月末でフィルムおよび印画紙の生産を終了した。また、コダックの従業員数（2005年現在）は20年前の3分の1となっている。フィルム業界の雇用喪失がデジタル画像産業での雇用増で相殺されているかどうかは定かではない。
デジタル写真による影響は悪い点ばかりではない。デジタルフォトフレームやキャンバスプリントといった製品やサービスの登場は、デジタル写真が定着してきた証拠でもある。

## 社会的影響
光学/カメラの製造技術/写真技術の進歩は画像の鑑賞法を変えてきた。1970年代までアメリカ合衆国ではスライドプロジェクターで画像を見ることが多かった。その後、カラー写真の登場によってカラープリントが行われるようになった。インターネットと電子メールの普及に伴い、比較的安価なコンピュータとデジタルカメラによって大量のデジタル形式の画像が生み出されるようになった。
21世紀に入ると、静止画像を見る手段の主流は印刷物も健在であるがコンピュータや携帯電話に移りつつある。このため、フィルムやフィルム式カメラの市場は減退し、コダック、富士写真フイルム、アグフア・ゲバルトといった企業は劇的な変革を迫られた。
同様にフィルムの現像・プリントサービスによって利益をあげてきたも大きな影響を受けている。フィルム現像サービスという利益性の高いサービスの需要が激減したこと、デジタル写真のプリントサービスに対応するためのシステム導入の設備投資が非常に高額（デジタル対応のミニラボシステムで1,000万円程度）であること、ネットプลリントのような新たな形態の競合サービスの出現などにより、町のDPE店は減少傾向にあり、大手チェーン店の統廃合も進んでいる。
写真は、プリントやネガの不適切な保管や太陽光に長時間当てることによって退色するという問題を抱えていた。デジタル画像はデータとしてコンピュータに格納されるため、画質が低下することはないが、画像ファイルを消去/上書きする、格納していた記憶装置が壊れる、何らかの原因により画像ファイルの一部が壊れるなどして失われる可能性はあり、バックアップが重要となる。

## 最近の研究と発明
- 3次元モデルを画像を集積して構築することができる。例えば、マイクロソフトの Photosynth がある[5]。モデル構築には多量の計算が必要であり、現状では任意の画像から3次元モデルを構築するというわけにはいかない。
- HDRI技術はすでに商品化されている。120デシベル以上のセンサが開発中である。様々に露光した通常の画像群からHDRIを合成することもできる。
- モーションブラーを劇的に低減させる方式が開発中である[6]。
- 鏡面反射を取り除く技術も開発されている[7]。絵画の撮影などで重要であり、商品化はされていないが一部の美術館では既に活用されている。

他にも色の再現性を強化する手法などで研究が進んでいる。